# Paul Yü Pin
Paul Yü Pin (em chinês 于斌 , Pinyin Yu Bin, 13 de abril de 1901 em Lanxi, China Imperial - 16 de agosto de 1978 em Roma) foi arcebispo católico de Nanquim e cardeal do século XX.

## Vida
Paul Yü Pin nasceu em Hai-lun, vicariato apostólico de Lan-si-sein (Kirin), Heilongjiang. Filho único de Shuayuan Yü Pin e Ai-mei Siao, que não eram católicos; seus pais morreram quando ele era criança e foi criado por seus avós. Enviado para uma escola católica, foi batizado em 1914. Quando os estudantes de Pequim fundaram o Movimento Estudantil de 4 de maio para protestar contra o Tratado de Versalhes e trabalhar pela República internamente, Paul foi eleito presidente do movimento. Falando para grandes multidões de estudantes, ele lhes deu a palavra de ordem "Devemos amar nosso país, mas não devemos criar tumulto". Seu sobrenome também é listado como Yu Bin.
Estudou no Teachers Training College, Heilongjiang, e na Universidade Aurora, Xangai; entrou no Seminário de Kirin em 1920, tendo sua avó o ajudado a superar a oposição familiar; mais tarde, foi enviado ao Pontifício Ateneu Urbaniano "De Propaganda Fide", Roma; também frequentou o Pontifício Ateneu Romano "S. Apollinare", Roma; e a Universidade de Perúgia. Sabia chinês, latim, inglês, francês, espanhol, português e alemão.
Ordenado sacerdote em 22 de dezembro de 1928, Roma, por Giuseppe Palica, arcebispo titular de Filippi, vice-gerente de Roma. Por um ano, foi professor de literatura chinesa no Pontifício Ateneu Urbaniano "De Propaganda Fide". De 1931 a 1933, trabalhou na Biblioteca do Vaticano. Em 1933, retornou à China e foi diretor nacional da Ação Católica e inspetor-geral das Escolas Católicas, 1933-1936.
Eleito bispo titular de Sozusa di Palestina e nomeado vigário apostólico de Nanquim pelo Papa Pio XI, 17 de julho de 1936. Consagrado em 20 de setembro de 1936, na Catedral de Pequim, por Mario Zanin, arcebispo titular de Traianopoli di Rodope, delegado apostólico na China, auxiliado por Simon Tchu, SJ, bispo titular de Lesvi, vigário apostólico de Haimen, e por Paul Leo Cornelius Montague, CM, bispo titular de Sidima, vigário apostólico de Peiping. Seu lema episcopal era Restaurare omnia in Christo.
Em 1937, o Exército Imperial Japonês tomou Nanquim na Guerra Sino-Japonesa e uma recompensa de US$ 100.000 foi colocada pela captura de Yu, que passou a Segunda Guerra Mundial nos Estados Unidos. Lá, ele planejou em 1943 estabelecer agências de emprego, disponíveis para professores, médicos e técnicos americanos, na China. Também naquele ano, o clérigo chinês apoiou dois projetos de lei perante o Comitê de Imigração da Câmara que permitiam que os chineses entrassem e se tornassem cidadãos dos Estados Unidos sob o sistema de cotas.
No estabelecimento da hierarquia católica na China, ele foi promovido à sé metropolitana de Nanquim pelo Papa Pio XII quando o vicariato foi elevado à qualidade metropolitana, em 11 de abril de 1946. Expulso de sua sé pelo regime comunista em 1949. No exílio nos EUA, o bispo gastou suas energias ajudando os chineses no Novo Mundo e arrecadando fundos para os refugiados em Formosa. Participou do Concílio Vaticano II, 1962-1965. Durante o Concílio, ele pediu ao Papa que abordasse a questão do comunismo; no entanto, o Concílio não abordou o comunismo ou o socialismo. Quando a Universidade Fu Jen foi transferida de Pequim para Taipei em 1964, ele foi nomeado seu reitor.
Ele foi um dos conselheiros mais próximos do Generalíssimo Chiang Kai-shek e, à beira do macarthismo, o arcebispo Yü Pin fez alegações contra os americanos que ele pensava serem pró-comunistas, o que acabou não sendo verdade.
Paul Yü Pin foi criado cardeal-presbítero no consistório de 28 de abril de 1969; recebeu o barrete vermelho e o título de Gesù Divin Lavoratore, em 30 de abril de 1969. Em 1976, ele se tornou o primeiro diretor do Instituto de Religiões Mundiais da Associação Budista do Reino Dharma (agora anexado ao Mosteiro Budista de Berkeley). Renunciou à reitoria e foi nomeado grão-chanceler em 5 de agosto de 1978. Foi a Roma para participar do conclave após a morte do Papa Paulo VI. Desmaiou durante o funeral do papa e foi levado para um convento.

O Cardeal Yü Pin faleceu quatro dias depois, em 16 de agosto de 1978, às 12h50, de um ataque cardíaco, em um instituto romano de freiras, durante a sede vacante. Enterrado em um mausoléu especialmente construído no campus da Universidade Católica Fu Jen, Taipei. Um monumento em sua memória tamb foi erguido no campus. Por ocasião do centenário de seu nascimento, um selo comemorativo especial foi emitido pela República da China (Taiwan).